# Alphonse Voisin-Delacroix
Alphonse Voisin-Delacroix, né le 9 septembre 1857 à Besançon et mort le 2 avril 1893 à Paris, est un sculpteur et céramiste français.

## Biographie
Alphonse Voisin-Delacroix est le petit-fils de l'architecte Alphonse Delacroix et le petit cousin par alliance de Victor Considerant, dont il réalise un portrait en 1890. Il est l'élève du sculpteur Henri Chapu.
En 1892 il s'associe au céramiste Pierre-Adrien Dalpayrat, autorisé à exploiter le four à porcelaine des 9 et 11 Grande-Rue (aujourd'hui détruit et situé à l'emplacement des no 33 et 35 avenue du Général-Leclerc à Bourg-la-Reine), pour une année de collaboration fructueuse, en créant des pièces dont les anses, moulures et striures relèvent de la ligne coup de fouet  propre à l'Art nouveau. Leur première exposition  en décembre 1892 à la Galerie Georges Petit (1856-1920) est salué par l'enthousiasme du public et se prolongea par l'Exposition universelle de Chicago en 1893, puis un second contrat prévoyant une exclusivité réciproque pour une période de douze années qui s'arrêta par la mort de Voisin-Delacroix à la suite d'une pleurésie le 2 avril 1893.
La propriété familiale « La Grange Huguenet »  à Besançon appartient aux descendants d'Alphonse Delacroix et est ouverte au public. 

## Œuvres
- Monument à Alphonse Delacroix (grand-père de l'artiste), 1885, fontaine près de l'église d'Alaise (Doubs)
- Grès Flambé, 1891, acquisition de l'État, non localisé
- Verseuse, grès au bec embrassé par une femme nue, émail sang de bœuf sur sous couche brun verdâtre[1]
- Cœur mangé par un animal, 1892, grès de feu élevé dans le carmel et violet, glaçure marron[1]
- Vase coloquinte, grès à panse cabossée et déformée émaillée céladon nuancé de brun bleuté[1]
- Grès Flambé, 1900, acquisition de l'État, non localisé
- Vase-fruit dévoré par un animal, vers 1900, grès émaillé noir, jaune et rouge sang de bœuf, Paris, Petit Palais
- Ampère, buste en plâtre, acquisition de l'État, anciennement conservé à l'observatoire météorologique de Perpignan[2], non localisé

## Expositions
- Paris, Galerie Georges Petit, 1892
- États-Unis, Exposition universelle de Chicago, 1893
- Château de Sceaux, musée de l'Île-de-France, « Sceaux - Bourg la Reine - 150 ans de Céramique », 1986
- Musée des beaux-arts de Besançon, 1994
- Gingins, Fondation Neumann, 1998